# Носково (Курганская область)
Носково — село в Варгашинском районе Курганской области. Входит в состав Варгашинского поссовета.

## История
До 1917 года входило в состав Марайской волости Курганского уезда Тобольской губернии. По данным на 1926 год состояло из 231 хозяйства. В административном отношении входило в состав Носковского сельсовета Курганского района Курганского округа Уральской области. В начале 1960-х годов в состав села включена деревня Носкова (Носково 1-е).

## Население
| 1763 | 1782 | 1795 | 1858  | 1912  | 1926  | 1989 |
| ---- | ---- | ---- | ----- | ----- | ----- | ---- |
| 201  | ↗352 | ↘281 | ↗1034 | ↗1670 | ↘1636 | ↘116 |
| 2002 | 2010 |      |       |       |       |      |
| ↘64  | ↘26  |      |       |       |       |      |

По данным переписи 1926 года в селе проживало 1025 человек (467 мужчин и 558 женщин), в том числе: русские составляли 100 % населения.